# 开运 (西夏)
开运（1034年七月）是西夏景宗李元昊啟用的第一個年號，共計1个月。

## 改元
- 顯道三年——七月，改元為開運元年；同年八月，改元為廣運元年。[2][3][4][5]

## 纪年對照表
| 开运 | 元年   |
| ---- | ------ |
| 公元 | 1034年 |
| 干支 | 甲戌   |

## 同期存在的其他政权年号
- 中國
  - 景祐（1034年－1038年）：宋—宋仁宗趙禎之年號
  - 重熙（1032年－1055年）：契丹—遼興宗耶律宗真之年號
  - 正治（1027年－1041年）：大理—段素真之年號
- 越南
  - 天成（1028年－1034年）：李朝—李佛瑪之年號
- 日本
  - 長元（1028年－1037年）：後一條天皇與後朱雀天皇之年号

## 深入閱讀
- 李崇智. . 北京: 中華書局. 2004年12月. ISBN 7101025129.
- 鄧洪波. . 臺北: 國立臺灣大學東亞經典與文化研究計劃. 2005年3月  [2021-12-06]. ISBN 9789860005189. （原始内容 (pdf)存档于2007-08-25）.
- 長部和雄.  (PDF). 東京: 京都大學. 1933年7月1日  [2021年12月18日]. ISBN. （原始内容 (pdf)存档于2021年12月9日）.
- 長部和雄.  (PDF). 東京: 京都大學. 1933年10月1日  [2021年12月18日]. ISBN. （原始内容 (pdf)存档于2021年12月18日）.

## 參看
- 中國年號索引
- 其他政权使用的开运年号

| 前一年號： 显道 | 西夏年号 1034年 | 下一年號： 广运 |